# Язов, Александр Митрофанович
Алекса́ндр Митрофа́нович Я́зов (12 сентября 1922, Омская область — 30 сентября 1993, Республика Коми) — автоматчик роты автоматчиков 289-го гвардейского стрелкового полка 97-й гвардейской стрелковой дивизии 5-й гвардейской армии 1-го Украинского фронта, гвардии рядовой; командир отделения роты автоматчиков 289-го гвардейского стрелкового полка, гвардии сержант; гвардии старший сержант.

## Биография
Родился 12 сентября 1922 года в деревне Круглово Кормиловского района Омской области в семье крестьянина. Русский. Член КПСС с 1954 года. Окончил 8 классов. Трудился в колхозе.
В Красной Армии с мая 1942 года. Участник Великой Отечественной войны с июля 1942 года.
Автоматчик роты автоматчиков 289-го гвардейского стрелкового полка гвардии рядовой Александр Язов 27 августа 1944 года в боях за высоту на левом берегу реки Висла в числе первых ворвался во вражескую траншею, сразил восьмерых гитлеровцев, используя захваченный у врага телефон и кабель, под огнём наладил связь с наблюдательным пунктом батальона. Приказом от 3 сентября 1944 года «за образцовое выполнение заданий командования в боях с немецко-фашистскими захватчиками» гвардии красноармеец Язов Александр Митрофанович награждён орденом Славы 3-й степени.
5 декабря 1944 года западнее села Яблоница командир отделения роты автоматчиков того же полка гвардии сержант Александр Язов, действуя в группе захвата, скрытно проник в траншею противника и вместе с бойцами пленил гитлеровца. Приказом от 16 января 1945 года «за образцовое выполнение заданий командования в боях с немецко-фашистскими захватчиками» гвардии сержант Язов Александр Митрофанович награждён орденом Славы 2-й степени.
27 января 1945 года, находясь с отделением в засаде в 2 километрах южнее города Олава, гвардии старший сержант Александр Язов с бойцами внезапно атаковал вражескую автоколонну, уничтожил до десяти солдат и одного взял в плен. Указом Президиума Верховного Совета СССР от 27 июня 1945 года «за образцовое выполнение заданий командования в боях с немецко-фашистскими захватчиками» гвардии старший сержант Язов Александр Митрофанович награждён орденом Славы 1-й степени, став полным кавалером ордена Славы.
В 1946 году А. М. Язов демобилизован из Вооруженных Сил СССР. Жил в городе Ухта Республики Коми. Работал в СМУ-4 треста «Жилстрой». Скончался 30 сентября 1993 года.
Награждён орденами Октябрьской Революции, Отечественной войны 1-й степени, Славы 1-й, 2-й и 3-й степеней, медалями.

## Память
- Мемориальная доска в г. Ухта на здании по ул. Октябрьская, 23. В этом здании с 1960 по 1988 гг. работал А. М. Язов.

Мемориальная доска в г. Ухта на здании по ул. Октябрьская, 23